# Doriano Pozzato
Doriano Pozzato (Porto Tolle, 9 febbraio 1950) è un ex calciatore italiano, di ruolo centrocampista.

## Carriera
Pozzato iniziò la sua carriera nell'Alcione di Milano, per poi passare nel Sant'Angelo Lodigiano, con cui esordì in Serie D all'età di 18 anni. Con lui in squadra ci sono due giovani che in seguito sarebbero diventati più famosi: Luigi Danova e Renzo Garlaschelli.
Dopo solo un anno al Sant'Angelo Lodigiano venne acquistato dal Como che  preferì però darlo in prestito al Seregno per poi riprenderlo la stagione successiva.
Per cinque stagioni è stato un giocatore importante della squadra, risultando determinante per la risalita del Como in Serie A. Dopo la stagione 1975-1976 passò al Bologna, e dopo una stagione la società rossoblu lo cedette al Cesena in Serie B e da lì il ritorno al Como in Serie C1.
Ma nella squadra lariana tornò ai livelli di rendimento di inizio carriera e da lì ripartì per una nuova scalata verso la massima serie che ebbe il suo compimento al termine del campionato 1979-1980.
Rimase a Como anche per il campionato 1980-1981 in massima serie e concluse la sua carriera nelle serie maggiori nel Foggia in Serie B nel 1981-1982.
Giocò due stagioni a Seregno e disputò a Ravenna, contribuendo alla promozione dall'Interregionale alla Serie C2, la stagione 1984-85.

## Palmarès

### Club

#### Competizioni nazionali
- Serie C1: 1

Como: 1978-1979
- Serie B: 1

Como: 1979-1980
- Campionato Interregionale: 1

Ravenna: 1984-1985